# Пруссы (Коломенский район)
Пруссы — село в Коломенском районе Московской области, входит в сельское поселение Непецинское. Население — 7 чел. (2010).

## Население
| 2002 | 2006 | 2010 |
| ---- | ---- | ---- |
| 6    | ↘4   | ↗7   |

## Церковь Илии Пророка в Прусах

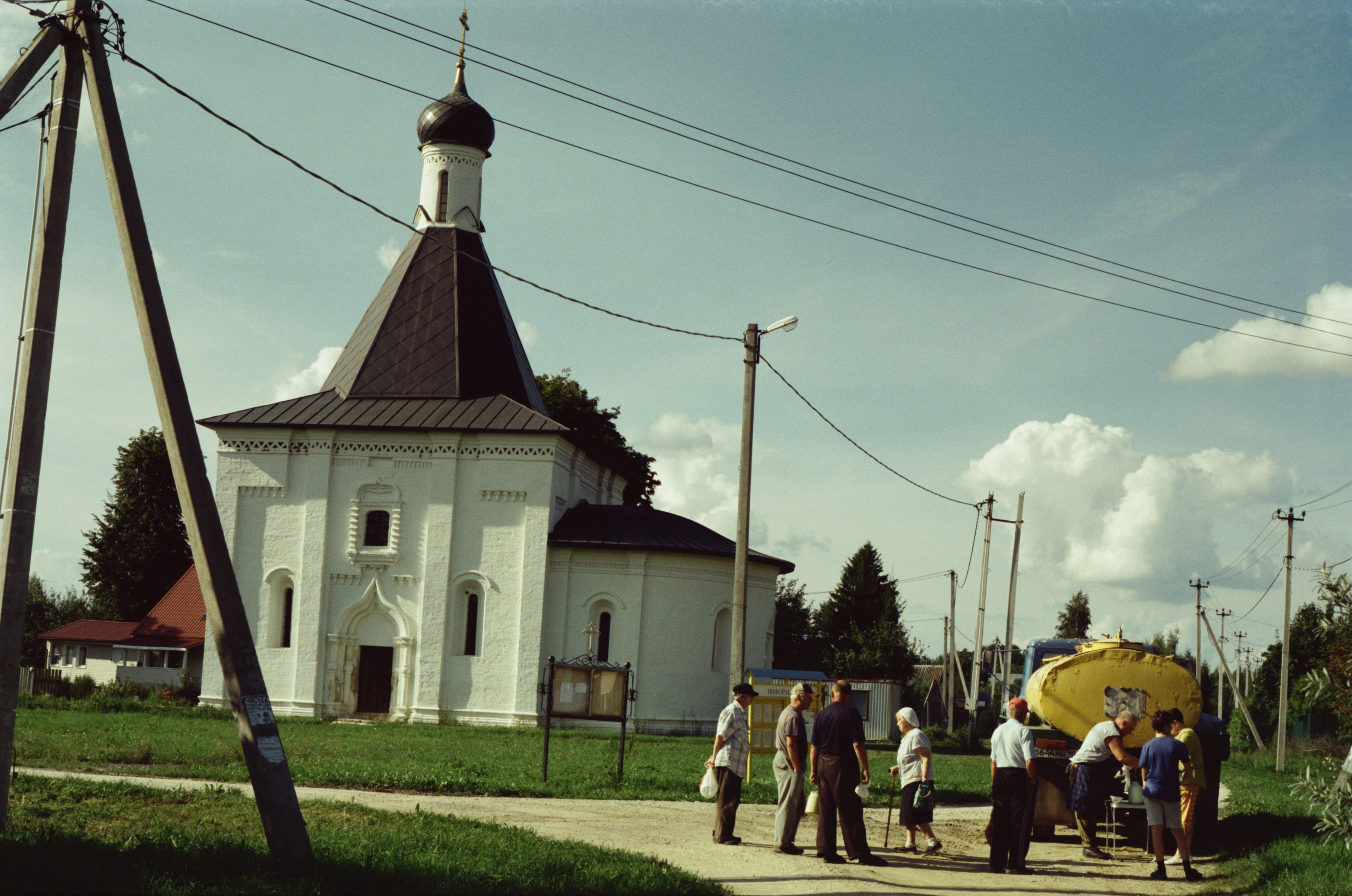
Продажа молока населению из автоцистерны на фоне церкви в селе Пруссы (2021)

Шатровый храм выстроен в вотчине Шереметевых, очевидно, в середине XVI века. Первое упоминание каменной церкви в селе относится к 1578 году. Считается, что это церковь - старейшая приходская церковь в окрестностях Коломны. 

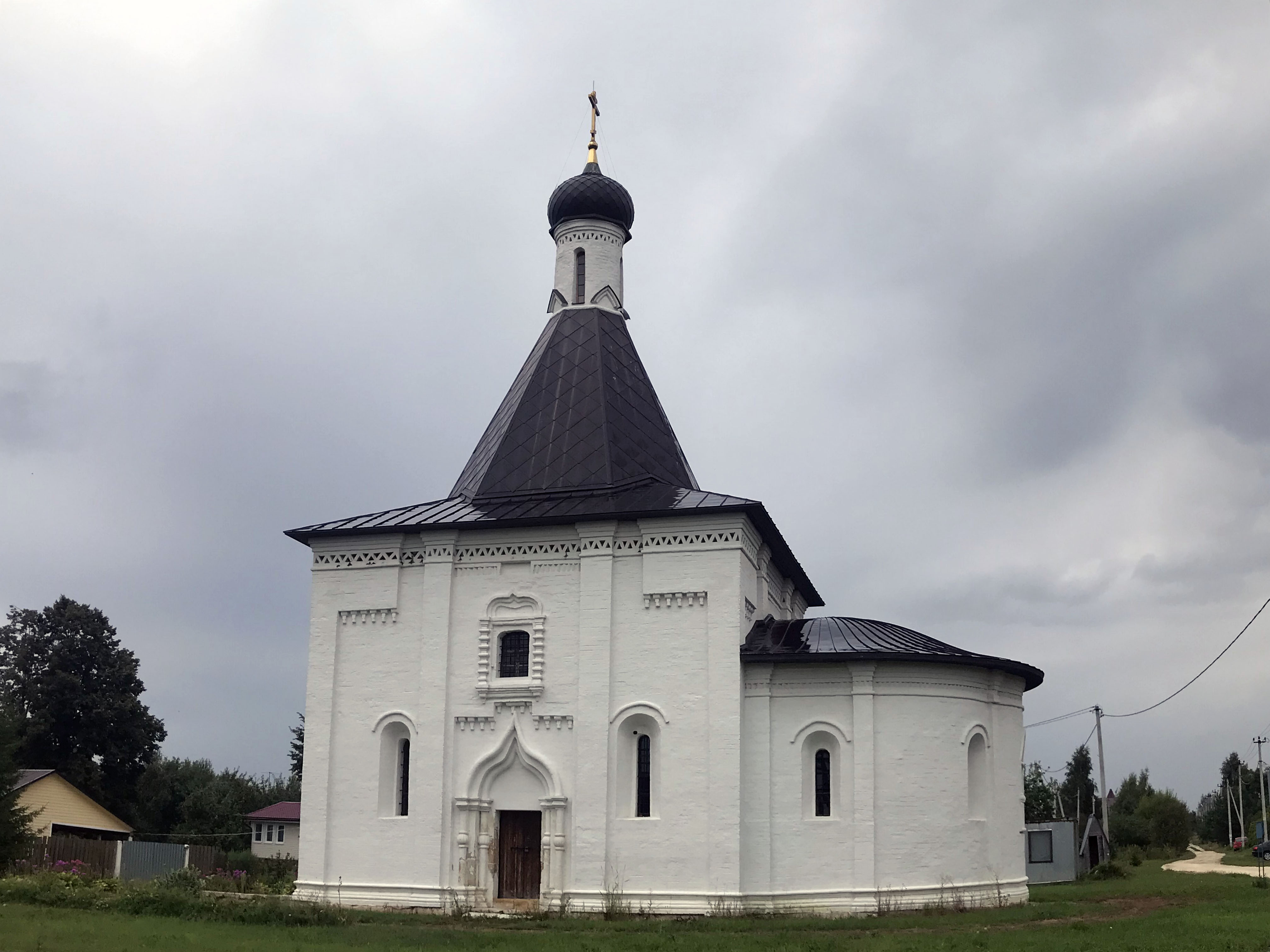
Церковь в Пруссах в 2021 году.

В первой половине XIX века к храму были пристроены утраченные ныне трапезная и деревянная колокольня. 
Небольшой кирпичный храм в форме четврика с сильно выдвинутой, снаружи трёхчастной апсидой, перекрыт гранёным, открытым внутрь восьмигранным шатром со световым барабаном. Шатёр опирается непосредственно на стены четверика и угловые наклонные кладки без обычного промежуточного восмерика. Аналогией столь редкому приёму служит Успенская церковь Брусенского монастыря в Коломне. Стены храма снаружи членятся лопатками на три прясла, из которых среднее шире и выше боковых. Украшенные бровками древние световые проёмы заложены. Из трёх белокаменных перспективных порталов уцелели два с высоким килем и дыньками, помещённые в ниши с фигурным верхом. 
В 1872 году в трапезной устроен придел в честь преподобного Сергия Радонежского. В 1887 году проводились работы по обновлению и укреплению здания Ильинского храма, а в 1891 году сооружена каменная ограда.
К 1905 году при храме функционировала церковно-приходская школа. В 1922 году в рамках кампании по изъятию церковных ценностей из храма была изъята часть хранившихся там украшений, риз, а также некоторое количество серебряной утвари. Известно, что к 1925 году приход храма составлял 25 человек. В 1930-е гг. церковь была закрыта. При этом был демонтирован  один из приделов. Выстроенная трапезная была разобрана позднее: в 1960-е гг.
В 1990-х гг. церковь была возвращена Русской православной церкви, при этом здание находилось в руинированном состоянии. 
В 2007 году были начаты реставрационные работы, базировавшиеся на комплексной научной экспертизе. К 2009 году ввиду недостатка финансирования работы были заморожены, однако они были возобновлены позднее. К 2016 году восстановительные работы полностью завершены . 
В 2016 году церковь была освящена, сейчас в церкви ведутся регулярные богослужения.
Священники:
- Василий Иоаннов (Виноградов)  (ок. 1778-?) - около 1830-1840-х
- Григорий Яковлев Малинин (ок. 1822-?) - с 1846 до 1864[6]
- Сергей Игнатьев Максимовский[7] - ок. 1850
- Павел Васильевич Розанов - с 1864[8]
- Александр Васильев Машков